# Elias Ayres Guidetti Zagatto
Elias Ayres Guidetti Zagatto (25 de setembro de 1948) é um pesquisador brasileiro, membro titular da Academia Brasileira de Ciências na área de Ciências Químicas desde 24 de maio de 1996.
Foi condecorado na Ordem Nacional do Mérito Científico. É professor do Centro de Energia Nuclear na Agricultura (CENA) da Universidade de São Paulo.